# Corpi di donna
Corpi di donna (ナチュラル・ウーマン?, Nachuraru ūman) è un romanzo della scrittrice giapponese Rieko Matsuura composto nell'arco di tre anni, e pubblicato a puntate, la prima, Il pomeriggio più lungo fu seguito successivamente da Vacanze febbrili, per poi essere riuniti entrambi nel racconto conclusivo inedito Natural Woman.

## Struttura
I tre capitoli che narrano gli amori della vita della protagonista Yōko Murata, sono disposti in un ordine diverso da quello classico temporale-causale, questo permette all'autrice di intervenire con maggiore libertà nell'intreccio narrativo, servendosi di flash-back che poco alla volta raccontano a chi legge, il passato completo della vicenda umana di Yōko Mūrata.

## Trama
Ognuno dei tre capitoli è dedicato allo specifico racconto della relazione amorosa, ed affettiva della protagonista con tre ragazze, nonché alla loro personalità.

### Il pomeriggio più lungo
Il primo capitolo si apre con Yōko Mūrata che pulisce le coperte del suo letto sporcate da Yukiko. La ragazza aveva dormito nell'appartamento di Mūrata una volta tornata da un viaggio di lavoro, Yukiko (di cui non viene detto il cognome) infatti lavora come assistente di volo, ed è di carattere irascibile, geloso e scontroso, le due si conobbero tramite amici.
Già dal primo capitolo vengono palesate le tendenze masochiste di Mūrata, in particolare lei brama, durante il sesso con le sue partner, sia il dolore, che il piacere, non a caso Yukiko e la protagonista decisero di frequentarsi abitualmente dopo che la prima le punzecchiò una vescica con una penna stilografica. 
Yukiko descrive Yōko come apparentemente innocente e pura, ma in realtà sarebbe molto abile nell'indurre gli altri a fare quello che vuole lei, a farle del male, affinché provi il piacere, del quale è alla continua ricerca, tanto da essere diventato il fine ultimo della sua vita. Già viene prefigurato che le due saranno inevitabilmente portate a lasciarsi per i continui screzi causati dal fatto che Yukiko le imputi di essere troppo egoista, ed allo stesso tempo Yūko non sia veramente innamorata di lei.
Nel primo racconto Mūrata ha 25 anni e rincontra in suo primo amore di quando ne aveva 19, Hanayo Moranagi. Lei lavora come cameriera nel bar sotto casa sua, è una sua coetanea conosciuta nel club extrascolastico per fumettisti amatoriali. La sua figura verrà approfondita ulteriormente nell'ultimo capitolo, però nel primo viene detto che Yōko quando era nel club disegnava fumetti di gente erotico e fanta-grottesco, mentre quelli di Hanayo erano ispirati alla storia degli afroamericani.
Verso le pagine finali viene presentata Yuriko Morisawa, un'ex collega d'azienda dal carattere vigoroso, solare, forte e determinato, con la quale Mūrata aveva appuntamento, a cui però Yukiko impedì di andare.

### Vacanze febbrili
In questo capitolo viene approfondita la figura ed il carattere di Yuriko, la quale ha problemi nei rapporti intimi ed amorosi con i ragazzi, questa sua tendenza viene messa in relazione al suo disagio e disgusto che prova nel mangiare pietanze elaborate. 
All'inizio del capitolo le due ragazze passeggiano sul bagnasciuga di una località marittima, e parlano del prossimo viaggio che intraprenderanno a breve. Poco dopo infatti Morisawa e Mūrata soggiorneranno qualche notte in un Ryokan dove si dispiegheranno gli eventi successivi. 
Yoko è combattuta tra due scelte inconciliabili: da un lato vorrebbe continuare ad essere amica di Yuriko, senza avere rapporti intimi con lei, dall'altra parte invece non riesce a controllare i suoi istinti, ed una sera prende l'iniziativa, l'amica accetta, ma la protagonista improvvisamente si tira indietro scatenando l'ira di Yuriko
Il tutto nasce dal disorientamento provato da Yōko, quando, durante il congiungimento tra il suo corpo con quello dell'amica, percepì dei brividi di freddo provenienti dal cuore e propagatisi per tutto il corpo.
Va detto che la sessualità delle protagoniste si esprime oltre che attraverso il sadismo e masochismo, anche attraverso lo sfegamento, la sovrapposizione, le carezze e il tatto dei loro corpi, in contrapposizione con l'idea dominante di sessualità intesa come genialità. Nei loro rapporti ogni millimetro di pelle, ed ogni parte del copro è percepita come potenziale zona erogena.

### Natural woman
Questo capitolo è quello che dà il nome al titolo originale dell'opera, ed è integralmente dedicato alla relazione intensa e distruttiva tra la protagonista e Hanayo.
Yōko si racconta come innamorata alla follia di Moranagi, tanto da accettarne anche i comportamenti più violenti. In questo capitolo Yōko ha 19 anni, e viene ripercorsa dall'inizio la sua vita con Hanayo. Yōko racconta che fu lei a dichiararsi ad Hanayo spinta da una comune amica. Da quel momento in poi iniziò la loro relazione ed anche tutti i problemi dati dalla duplicità del comportamento di Hanayo. In particolare quest'ultima era solita ad irridere l'innamoramento genuino di Yoko, dicendo di non sapere amare nessuno, allo stesso tempo però confessò a Yoko che, da quando si incontrarono, si sentì per la prima volta, donna nel modo più completo, perfetto e naturale possibile, cosa invece mai avvenuta durante i rapporti con gli uomini. Nonostante tutto Yōko si vide costretta a smettere di frequentare Hanayo a causa della mancanza di rispetto e dell'aggressività che le mostrava, soprattutto nei momenti d'intimità.

## Edizioni
- Rieko Matsuura, Corpi di donna, traduzione di Alessandro Giovanni Gerevini, 10 ed., collana farfalle Marsilio, Marsilio, 1996, pp. 192, ISBN 88-317-6513-2 (fuori catalogo)